# 塞羅 (加利福尼亞州)
塞羅（英語：Cerro）是位於美國加利福尼亞州馬林縣的一個非建制地區。該地的面積和人口皆未知。

## 地理
塞羅的座標為37°59′30″N 122°31′03″W / 37.99167°N 122.51750°W，而該地的平均海拔高度為39米（即128英尺）。